# Protolampra suffusa
Protolampra suffusa là một loài bướm đêm trong họ Noctuidae.